# Фебруарски патент
Фебруарски патент назив је за устав Аустријског царства од 26. фебруара 1861. године којим је замењена тзв. Октобарска диплома. Претходио је доношењу Аустро-угарске нагодбе. Представља последњи покушај аустријског цара Фрање Јосифа (1848-1916) да присилно сузбије незадовољство Мађара.

## Увод
Октобарска диплома, као покушај цара Фрање Јосифа да реши незадовољство Мађара, није постигла резултате. Мађари су тражили више, док су Србима одузета права на аутономну област (Војводство Србију и Тамишки Банат). Уследили су немири у земљи који су приморали цара да проблем реши на другачији начин. Почетком фебруара цар је увео у владу као министра унутрашњих послова представника крупне аустријске буржоазије Антона Шмерлинга. Његов задатак је био да држави припреми ново уставно решење, што је он и учинио већ крајем месеца доношењем Фебруарског патента. 

## Одредбе
Фебруарским патентом Рајхсрат кога предвиђа Октобарска диплома претворен је у дводомни парламент, сачињен од Доњег дома са 343 делегата земаљских сабора и Горњег са од цара именованим представницима крупне аристократије. Земаљски сабори су такође имали и биране и постављене чланове. Компликовани изборни систем и ограничено бирачко право били су узрок чињенице да је 80% Угарског сабора чинило племство. Све одлуке Рајхсрата и земаљских сабора нису биле важеће док их не потврди цар. Патент је повећао степен централизације државе, што је огорчило све ненемачке народе Монархије. Жупанијске и муниципалне скупштине у Угарској прогласиле су Патент незаконитим актом, а свако ко га је прихватао сматран је издајником. Деак је изнео у јавност политичку платформу мађарске опозиције која је предвиђала споразум Мађара са династијом на основу уставних решења из 1848. године, уз накнадну могућност разматрања њихове ревизије ради отклањања евентуалних одредби које угрожавају јединство Монархије. Угарски сабор је полазећи од те платформе одбацио Фебруарски патент и сваку сарадњу са Рајхсратом, а такве непопустљиве ставове наметнула је Странка одлуке односно Деакове присталице, за разлику од нешто толерантније Странке адресе око Калмана Тисе. На то је аустријска влада Шмерлинга тзв. Шмерлингов провизоријум развила теорију о ,,изгубљеним правима“. Мађари су по њој због антидржавног понашања изгубили заувек право на самосталност и равноправност у оквирима Хабзбуршке монархије. Одлуком цара од 22. августа 1861. Угарски сабор и жупанијске скупштине су поново укинуте, а управа је поверена царским комесарима. Мађари су од тада пружали пасивни отпор, али су проблем били и други народи Монархије: Чеси, Словаци, Италијани, Хрвати, Срби, Румуни који су такође захтевали своја права. 

## Укидање
Неуспех Шмерлингове политике окренуо је све против њега, те се цар преко грофа Естерхазија децембра 1864. године повезао са вођама мађарске националне опозиције. Јуна је Шмерлинг поднео оставку, а владу је формирао Рикардо Белкреди. У знак спремности на попуштање Мађарима цар је посетио Пешту, а Белкреди отворио формалне преговоре са представницима мађарске опозиције. Укинути су угарски војни судови, распуштен је Рајхсрат, а поново сазван Угарски сабор. Крајем септембра укинут је и Фебруарски патент, а децембра је одобрено прикључивање Ердеља Угарској.

## Последице
Мађарска аристократија је осећала притисак сељаштва и била свесна упућености мађарске аграрне производње на аустријско тржиште, те је постала еластичнија, на шта указују и Деакови ,,ускршњи чланци“ објављени у пролеће 1865. године у листу Pesti Naplo. У њима је Деак наговештавао могућност мађарског пристанка на централизовану спољну политику и војску, на заједничке финансије за ове послове, у дуалистички уређеној држави са заједничким царем и телом са делегатима двају сабора. Преговори су вођени на тим основама, мало успорени Аустријско-пруским ратом, и настављени августа 1866. године. Под утицајем саксонског грофа Бајста цар се одлучио на споразум са Мађарима и поставио га 1. фебруара 1867. године за новог председника владе. Бајст је одмах приступио преговорима са представником Деакове странке, Ђулом Андрашијем који је именован за првог председника мађарске владе. Већ 17. фебруара споразум је постигнут и објављен у виду Царског рескрипта, а у Угарском сабору је усвојен као Законски члан ХII познатијег као Аустроугарска нагодба (мај 1867. године).  